# 大阪府立阿武野高等学校
大阪府立阿武野高等学校（おおさかふりつ あぶのこうとうがっこう）は、大阪府高槻市氷室町三丁目にある公立高等学校。

## 概要
1983年に開校した。全日制普通科を設置している。
アメリカ合衆国のケントレイク高等学校との姉妹校協定を結んでいる。アメリカの高校生や教師を阿武野高校で受け入れたり、阿武野高校の生徒と教師を現地に派遣するなどの国際交流の取り組みをおこなっている。
自立支援コースを設置して、知的障害を持つ生徒の受け入れにも取り組んでいる。自立支援コースは別枠での入学試験を実施する。
2006年より体育専門コース・福祉専門コースを設置している。希望者は2年次以降各コースに所属し、体育や福祉の専門科目をそれぞれ学習する。

## 沿革
- 1981年10月20日 - 学校建設予算が大阪府議会で承認される。
- 1982年6月15日 - 第一期工事着工。
- 1982年12月22日 - 大阪府条例改正が大阪府議会で可決。大阪府立阿武野高等学校の開設が決定する。
- 1983年1月1日 - 大阪府立阿武野高等学校を設置。
- 1983年4月1日 - 大阪府立阿武野高等学校として開校。
- 1999年3月26日 - 米国ワシントン州ケントレイク高等学校との姉妹校協定を締結。
- 2001年 - 大阪府教育委員会から、「知的障害のある生徒の高等学校受け入れに係る調査研究校」に指定される。
- 2006年 - 自立支援コース、体育専門コース、福祉専門コースを設置。

## 出身者

### 学者
- 梶谷懐 - 経済学者

### 芸能
- 桑折正之 - お笑いコンビ「レアレア」
- げんしじん - お笑い芸人
- 笑福亭喬若 - 落語家
- セイワ太一 - エルシャラカーニのメンバー、お笑い芸人
- 平畠啓史 - DonDokoDon
- 小島しょーへい - お笑い芸人

### スポーツ
- 織田信成 - フィギュアスケート選手
- 甲斐修侍 - フットサル選手

## 交通
- 高槻市営バス 阿武野校前バス停、氷室バス停、土室バス停。
- 東海道本線（JR京都線）摂津富田駅 北西へ約1.9km。
- 阪急京都線 富田駅 北西へ約2.1km。